# Temnocthispa deplanata
Temnocthispa deplanata is een keversoort uit de familie bladkevers (Chrysomelidae). De wetenschappelijke naam van de soort werd in 1881 als Uroplata deplanata gepubliceerd door Charles Owen Waterhouse.